# Francis Scarpaleggia
 (janvier 2023).
Si vous disposez d'ouvrages ou d'articles de référence ou si vous connaissez des sites web de qualité traitant du thème abordé ici, merci de compléter l'article en donnant les références utiles à sa vérifiabilité et en les liant à la section « Notes et références ».
Francis Scarpaleggia, né le 6 juin 1957 à Montréal, est un analyste financier, enseignant et homme politique canadien. Il est membre du Parti libéral du Canada et député de la circonscription de Lac-Saint-Louis, située dans l'ouest de l'île de Montréal, au Québec depuis les élections fédérales de 2004.
Il est président de la Chambre des communes du Canada depuis le 26 mai 2025.

## Biographie

### Début
Francis Scarpaleggia fréquente l’école secondaire Loyola, une école secondaire semi-privée dirigée par des Jésuites dans l'ouest de Montréal, puis le Collège Marianopolis et l'Université McGill, où il obtient un baccalauréat spécialisé en économie. Après avoir obtenu son diplôme de l’Université McGill, il étudie à l'université Columbia à New York et obtient une maîtrise en économie. Il obtient ensuite une maîtrise en administration des affaires à l'Université Concordia de Montréal. Après ses études, il est à l'emploi de Petro-Canada et de Comterm, un fabricant québécois de microordinateurs et de terminaux à clavier et développeur de logiciels de réseau local. Par la suite, il se joint à l'industrie pharmaceutique montréalaise à titre d'analyste financier pour Bristol-Myers Squibb, puis fait la transition vers l'enseignement de l.administration des affaires au Collège Dawson de Montréal.

### Carrière politique
Francis Scarpaleggia commence sa carrière en politique en tant que bénévole dans la circonscription de Mont-Royal lors des élections québécoises de 1981, au service du député libéral John Ciaccia, réélu à l'Assemblée législative provinciale. À la suite de l’élection du Parti québécois pour un second mandat, il est demeuré actif à titre d'organisateur libéral au provincial, notamment à titre de plus jeune président de circonscription (association provinciale de circonscription de Mont-Royal) du Parti libéral du Québec à l'époque. En 1984, il s'implique au sein du Parti libéral du Canada dans la circonscription fédérale de Mont-Royal.
Avant d’être élu, il travaille de 1994 à 2004 à titre d'adjoint législatif de Clifford Lincoln, ancien ministre de l’Environnement du gouvernement du Québec qui, après son entrée en politique fédérale, est secrétaire parlementaire du ministre de l’Environnement, puis président du Comité permanent du patrimoine canadien de la Chambre des communes.
Francis Scarpaleggia est élu pour la première fois au Parlement lors des élections fédérales canadiennes de 2004 à la suite d'une course à l'investiture locale.
Depuis son élection, il se concentre sur les questions de protection de l'eau douce et dépose divers projets de loi et motions relatifs à l'eau à la Chambre des communes, dont un projet de loi visant à interdire les exportations d'eau en vrac. En tant que membre du Comité de l'environnement de la Chambre des communes, il entreprend des études axées sur l'eau, notamment une étude sur les répercussions de l'industrie des sables bitumineux en Alberta sur le bassin versant de la rivière Athabasca. Il est président du Comité permanent de l'environnement et du développement durable de la Chambre des communes, et siège à divers comités de la Chambre des communes, notamment le Comité permanent de la sécurité publique, le Comité permanent du patrimoine canadien, le Comité permanent des transports et le Comité sur les opérations gouvernementales et les prévisions budgétaires.
Il est également président du Comité spécial de la Chambre des communes sur la réforme électorale, créé à la suite d’un engagement des libéraux en matière de réforme électorale en 2015. De 2011 à 2021, il est président du caucus libéral national, une période mouvementée de la politique canadienne au cours de laquelle le Parti libéral du Canada est passé du statut de parti tiers à la Chambre des communes (deuxième parti d’opposition) pour former le gouvernement en un seul cycle électoral, sous la direction de Justin Trudeau.
Lors des élections de 2025 le Parti libéral, maintenant sous la direction de Mark Carney, obtient un quatrième mandat consécutif, un troisième avec un gouvernement minoritaire. Scarpaleggia est facilement réélu avec 67,6 % des voix. Il sera ensuite voté comme président de la Chambre des Communes. Au début de la nouvelle session parlementaire, le 26 mai, il est élu par ses pairs président de la Chambre des communes du Canada.

## Vie personnelle
Francis Scarpaleggia est né en 1957, le fils de Maurice Scarpaleggia, homme d'affaires devenu administrateur de collège, et de Lois Doucet. Son grand-père paternel, Frank Scarpaleggia, était propriétaire d'un salon de barbier montréalais. Son grand-père maternel, Louis Doucet, a travaillé dans le secteur des services d'immeuble pour l'édifice Sun Life de Montréal. Ses grands-parents paternels ont immigré d'Italie et sa grand-mère maternelle, d'Irlande. Son grand-père maternel était Canadien français, né au Québec.
Il grandit à Laval, au Québec, puis à Mont-Royal, une banlieue de l'île de Montréal. Il est marié à Jan Ramsay depuis 1998. Ils ont deux filles adultes.

## Résultats électoraux
|       | Candidat                       | Parti          | # de voix | % des voix |
|       | Eric Girard                    | Conservateur   | +10 857,  | 17,42 %    |
|       | Gabriel Bernier                | Bloc québécois | +01 681,  | 2,7 %      |
|       | (sortant) Francis Scarpaleggia | Libéral        | +39 965,  | 64,14 %    |
|       | Ryan Young                     | NPD            | +07 997,  | 12,83 %    |
|       | Bradford Dean                  | Vert           | +01 812,  | 2,91 %     |
| Total | Total                          | Total          | 62 312    | 100 %      |